# 山中まどか
山中 まどか（やまなか まどか、5月3日 - ）は、日本の女性声優。青二プロダクション所属。大阪府出身。

## 略歴
青二塾大阪校第26期卒業。

## 人物
方言は関西弁。
趣味はマラソン、ホットヨガ、御朱印巡り。特技は水泳、そろばん、料理、漫才。
資格・免許珠算検定1級、暗算検定1級、普通自動車免許。

## 出演

### テレビアニメ
2011年
- 神様のメモ帳（看護師）

2012年
- うぽって!!（サコ）
- デジモンクロスウォーズ 時を駆ける少年ハンターたち（女の子）

2014年
- Wake Up, Girls!（ダンスの先生）
- オレカバトル（魔王リヴィエール、先生）
- ちびまる子ちゃん（レポーター）
- ドラゴンボール改（女）

### 劇場アニメ
- THE IDOLM@STER MOVIE 輝きの向こう側へ!（2014年、女性アナウンサー）
- Wake Up, Girls! 七人のアイドル（2014年、アナウンサー）

### ゲーム
2012年
- オール仮面ライダー ライダージェネレーション2（電波人間タックル）
- 新・剣と魔法と学園モノ。刻の学園
- 真・北斗無双（トヨ、サヤカ）
- デジモンワールド リ:デジタイズ
- ペルソナ4 ザ・ゴールデン
- 龍が如く5 夢、叶えし者
- オレカバトル（魔王リヴィエール、白のリヴィエール、紅のリヴィエール）

2015年
- CLOSERS（サトコ・シラトリ）
- 重装機兵レイノス（エミリ・ブリックリン中尉）

### 吹き替え
- アイ・ソー・ザ・ライト（ボビー・ジェット〈レン・シュミット〉）
- ヴァイキングダム（ナターシャ・マルテ）
- 新トレマーズ モンゴリアン・デスワームの巣窟（アリシア・ブルーワー（ヴィクトリア・プラット））
- 孫子《兵法》大伝（西施）
- ダウントン・アビー (エドナ)
- ハッピー・デス・デイ（ダニエル・ボーズマン〈レイチェル・マシューズ〉）
  - ハッピー・デス・デイ 2U
- ハドソン川の奇跡（ケイティ・クーリック）※ザ・シネマ版
- ファイトクラブ・レディズ（ベッカ〈エイミー・ジョンストン〉）
- マイク Family Show（キャサリン）
- ライアーズ・ゲーム（ミッシー）

### テレビ
- Rの法則「日本文学～太宰治・人間失格～」（2014年11月10日、NHK教育）（声の出演）
- あなデジ〜達人の技VSデジタルツール（2011年7月20日深夜、テレビ東京）（ナレーション）
- Webで簡単予約!厳選!いい宿ナビ（テレビ東京）（やどみちゃんの声）
- キラ☆キラGirly mama（テレビ朝日）（ナレーション）
- KEIRIN LIVE〜夢見マクリ!S級新聞社（BS日テレ）（ナレーション）
- 水曜深夜はPSパチとも!いいじゃんか!（テレビ東京）（ナレーション）
- ネオバラエティ新3番組ちょい 見せSP（2011年10月1日深夜、テレビ朝日）（ナレーション）
- 見逃しチャンネル（テレビ朝日）（ナレーション、セクシーロボットの声）
- ローカル線らーめん探訪!（旅チャンネル）（ナレーション）
- 今夜開幕!全仏テニス超カウントダウンSP（2015年5月24日、テレビ東京）（ナレーション）
- 情報プレゼンター とくダネ!（フジテレビ）（ナレーション）
- 石橋貴明のたいむとんねる（フジテレビ）（ナレーション）
- FNSドラマ超アガる!名場面アワード（2020年6月10日、フジテレビ）（ナレーション）
- まだアプデしてないの?（テレビ朝日）（ナレーション）
- 浜ちゃんが (読売テレビ) (ナレーション)

### ラジオドラマ
- 青山二丁目劇場
  - 運命というやつ（アナウンサー）

### ドラマCD
- ニーア レプリカント ウシナワレタコトバトアカイソラ（2011年、隊長 他）

### その他
- SUPER☆GiRLSのヒミツ合宿2014冬（テレ朝動画）（ナレーション）